# Sofja Berulzewa
Sofja Berulzewa (russisch und kasachisch Софья Берульцева, auch: Sofya Berultseva; * 6. November 2000 in Schymkent, Kasachstan) ist eine kasachische Karateka. Bei den Olympischen Sommerspielen 2020 gewann sie in der Disziplin Kumite die Bronzemedaille in der Gewichtsklasse über 61 kg.

## Karriere
Berulzewa begann im Alter von sechs Jahren in ihrer Heimatstadt Schymkent mit dem Karatesport. Im Jugendbereich feierte sie erste Erfolge und nahm daraufhin an internationalen Wettkämpfen teil. Im November 2017 kämpfte sie bei den Junioren-Weltmeisterschaften in Santa Cruz de Tenerife in der Gewichtsklasse über 59 kg und gewann durch einen Finalsieg über die deutsche Karateka Madeleine Schröter die Goldmedaille.
Als Junioren-Weltmeisterin nahm Berulzewa daraufhin auch an internationalen Wettkämpfen außerhalb des Juniorenbereichs teil. Bei Veranstaltungen der Karate 1 Premier League, der renommiertesten Turnierserie im Karate, belegt sie seitdem regelmäßig vordere Platzierungen in der Gewichtsklasse über 68 kg. In der Saison 2019 gewann die Kasachin die Wettkämpfe Anfang Juni in Shanghai sowie im Dezember in Madrid und wurde damit zu einer der erfolgreichsten Kämpferinnen der Turnierserie. Darüber hinaus gewann sie bei der Karate-Asienmeisterschaft im Juli in Taschkent die Silbermedaille.
Die olympische Saison 2021 eröffnete Berulzewa mit ihrem dritten Erfolg bei einem Turnier der Karate 1 Premier League bei den Wettkämpfen in Istanbul. Für die Olympischen Spiele qualifizierte sich Berulzewa durch ihren zweiten Rang bei den Asienmeisterschaften 2019 und konnte somit am 7. August 2021 bei der olympischen Premiere des Karatesports in der Disziplin Kumite in der Gewichtsklasse über 61 kg antreten. Das zehnköpfige Starterfeld trat dabei vorerst in zwei Fünfergruppen an, wobei jeweils die beiden Gruppenersten in das Halbfinale einzogen und damit bereits eine Medaille sicher hatten, da kein Kampf um Bronze vorgesehen war. Berulzewa beendete die Gruppenphase mit einer Bilanz von zwei Siegen, einem Unentschieden und einer Niederlage auf Rang zwei und traf damit im Halbfinale auf die Ägypterin Feryal Abdelaziz, der sie mit 5:4 nach Punkten unterlag. Die Niederlage im Halbfinale war gleichbedeutend mit dem Gewinn der Bronzemedaille für Berulzewa.